# Charles Romley Alder Wright
Charles Romley Alder Wright (7 de septiembre de 1844 - 25 de junio de 1894) fue un profesor en química e investigador de física inglés en el St. Mary's Hospital Medical School de Londres, Inglaterra. Fue un fundador del Instituto Real de Química.
Alder Wright desarrolló centenares de nuevos compuestos opiáceos y fue la primera persona en sintetizar diamorfina (heroína), en 1874. Fue también el descubridor del AlSb (antimoniuro de aluminio).
Además de los trabajos de investigación sobre una amplia variedad de temas, Wright publicó varios libros, incluido uno para interesar a los lectores jóvenes  El umbral de la ciencia: Una variedad de experimentos simples y divertidos.

## Biografía
Charles Romley Alder Wright nació en Southend, Essex el 7 de septiembre de 1844, hijo de Romley Wright y Elizabeth Alder. 
Desde niño padeció una dolorosa enfermedad de la cadera, que le provocó una cojera. Recibió su educación inicial de su padre, ingeniero civil.
Alder Wright asistió al Owens College de Mánchester entre 1861 y 1865, y se graduó con una licenciatura en ciencias en 1865. Como estudiante, Wright trabajó como asistente de Henry Roscoe, realizando una investigación preliminar sobre el vanadio. El primer artículo publicado de Wright fue sobre la "Acción de la luz sobre papeles fotográficos sensibles". Apareció en Revista de la Sociedad Química en febrero de 1866.
Wright fue empleado de la fábrica de Weston works of the Runcorn Soap and Alkali Company entre 1866 y 1867. Luego se mudó a Londres, donde trabajó con Albert James Bernays en el St. Thomas's Hospital; con Augustus Matthiessen de St. Mary's Hospital y St Bartholomew's Hospital; y con Sir Lowthian Bell. Obtuvo su DSc (Lond) en 1870. Durante este tiempo publicó sobre la fabricación de álcalis, sobre los alcaloides del opio y el descubrimiento de la morfina, y sobre la fundición del hierro.
En 1871, Wright fue nombrado profesor de química e investigador de física en la Escuela de Medicina del St. Mary's Hospital en Londres, Inglaterra.
Fue un miembro fundador del Instituto Real de Química de Gran Bretaña e Irlanda.  Sirvió como su primer tesorero desde 1877 hasta 1884 y  fue fundamental en el establecimiento del instituto.
En 1881, Wright fue elegido como un Amigo de la Sociedad Real (FRS).  Él también actuó como un Examinador para la Universidad de Durham y la Royal College of Physicians y the City and Guilds of London. The Philadelphia College of Pharmacy le eligió como miembro correspondiente en 1893.
Wright murió de complicaciones debido a diabetes mellitus el 25 de junio de 1894, con cuarenta y nueve años de edad. Fue descrito en un obituario como "un detective ardiente y minucioso en el campo de ciencia química y física." En la Reunión General Anual del 27 de marzo de 1895, el presidente Henry Edward Armstrong de la Sociedad Química de Londres lamentó su pérdida:

"Debemos lamentar el fallecimiento de uno de los nuestros, el Dr. Alder Wright, a una edad tan temprana; "los hombres dotados de tanta originalidad y versatilidad y con un poder de trabajo tan extraordinario, son en todo momento raros, y no podemos permitirnos perderlos".

## Contribuciones científicas
Wright era extremadamente versátil, habiendo inicialmente  considerado y entrenado para una profesión en ingeniería.  Esto le dejó para hacer contribuciones diversas al campo químico.

### Diamorfina
En búsqueda de un alternativo no-adictivo a la morfina, Wright experimentó con combinar morfina con varios ácidos. Hirvió alcaloide anhídrido de morfina con anhídrido acético sobre una estufa por varias horas y produjo una más potente, forma de morfina acetilada, ahora llamada diamorfina (o diacetilmorfina), también conocida como heroína.
Después de la muerte de Wright, Heinrich Dreser, un farmacéutico de Laboratorios Bayer, continuó haciendo pruebas con la heroína. Bayer lo comercializó como un analgésico y  ´sedante para tos´ en 1898. Cuándo su potencial adictivo estuvo reconocido, Bayer cesó su producción en 1913.

### AlSb, antimoniuro de aluminio
En 1892, Wright era el primer para informar la existencia del compuesto estequiométrico intermetálico  AlSb (antimoniuro de aluminio ), el cual es ahora reconocido como semiconductor compuesto con uso potencial en alta-frecuencia, bajo-consumo de poder microelectronics aplicaciones, así como gamma detección de radiación.

### Otras contribuciones
Además de sus búsquedas en química orgánica, Wright publicó trabajos en  los temas numerosos que incluyen jabón, papeles fotográficos e impermeables, bienes de tela, materiales aislantes, desinfectantes, metalurgia, fundición de hierro, dióxido de manganeso, aleaciones ternarias, y dinámica química.